# Ікона Мукачівської Пречистої Богородиці
Ікона Мукачівської Пречистої Богородиці (Мукачівська Богородиця) — чудотворна ікона, датується 1453 роком. Походить ймовірно з Греції. Відома в Україні та за її межами.

## Опис
Розмір ікони з рамою становлять: ширина — 55 см і висота — 68 см.. 
На ній зображено Діву Марію, що сидить на своєрідній лаві, горизонталь якої нагадує традиційний в іконописі позем. У Марії на коліні сидить дитятко Христос. Він, тримаючи в лівій руці сферу, підняв праву — для благословення. Зображення виконане темперою на чистому золотому тлі, на якому, завдяки орнаменту, виділяються німби навколо голови Марії та Христа. У німбі Марії вписано корону, а німб Христа розділено хрестом. У верхній частині тябла півциркульна арка, яка охоплює постаті. Це призвело до появи у двох верхніх кутах ікони трикутних площин, які також заповнені рослинним орнаментом. На кутах рами, що охоплює ікону, виконано рослинний орнамент, прозорість сітки якого немов підкреслює вагомість зображення Матері з Дитиною. З двох боків від німба Марії напис лат. MHTHP і KYPIOU. Хоча для грецьких ікон традиційним були написи у вигляді МНР і FV& . Внизу у лівому куті напис І4S3, що імовірно є датою 1453 р. В декотрих місцях, де втрачено кольоровий шар прослідковується ґрунт кольору червоної охри.
Зі зворотнього боку для укріплення дошки виконано систему перехрещених під прямим кутом шпуг. Під шпугами наклеєно прямокутний паперовий бланк з написом: лат. PRO N ANNO 1926. Laboratorio vaticano restavro pittvre. Під печаткою: лат. inventario N 2. Те, що папір розміщено під шпугами свідчить про ґрунтовну реставрацію не тільки кольорового шару, а й самої дошки, на якій помітні пошкодження спричинені шашелем.
При першому погляді на ікону впадає в око динамізм композиції, що особливо простежується в силуеті маленького Христа. Незважаючи на традиційний схематизм як у вирішенні образу, так і в трактуванні складок одягу Марії та Христа, у творі помітне намагання автора створити чуттєвий образ. Такі тенденції були притаманні візантійському живопису тільки в період палеологівського ренесансу. Проте, сама дата її написання 1453 р. викликає сумніви щодо належності твору до зразків візантійського живопису періоду палеологівського ренесансу, адже розквіт цього періоду припав на XIV ст. У 1351 р. імператор Іоанн VI Кантакузин у Влахерській церкві проголосив правовірність ісихазму, ідеї якого призвели до наростання схематичності в іконописі Візантії. Твори, що постали під впливом ідей ісихазму відзначалися ієратичністю, сухістю в трактуванні та частим переважанням лінеарності при моделюванні форми. З цієї причини дата 1453 р. та окремі деталі одягу притаманні здебільшого західноєвропейському мистецтау — дають привід сумніватися у тому, що ікона може мати відношення до періоду Палеологівського ренесансу і походити з Візантії. Поява чуттєвості, намагання об'ємно моделювати складки на плащі Марії, брошка якою застібнутий плащ на грудях Богородиці, біла прозора хустина на голові під плащем, ренесансний орнамент на одягу Марії, недотримання усталених схем Богородиці-Одигітрії чи Ілеуси, та відсутність трьох традиційних зірочок на лобі і плечах Марії — дає нам підстави констатувати значні відхилення у іконописній схемі, що було малоймовірним у тодішній Візантії. З цієї причини, вірогідніше буде припустити, що даний твір міг бути виконаний в Італії у XV ст. грецьким майстром, про що свідчить грецький напис на самій іконі. На думку, про належність твору грецькому майстрові, наштовхує використання в роботі поряд з новою західною пластичною мовою й окремих візантійських іконографічних традицій, наприклад, умовності плоскісної живописної мови, що виражає абстрактний характер живописного мислення.
Мукачівській Богородиці притаманна урочистість і строгість, чим відрізнялися вівтарні твори, які були розраховані для сприйняття з незначної віддалі. Благородність та виваженість рисунку розкривається через ритми ліній, що плавно охоплюють контур Марії з Дитиною.
Золоті ниточки-асисти, які формують обриси складок маленького Христа, надають йому особливої світлоносності. Декорований золотом одяг є досить контрастним до одягів Марії, виконаних за допомогою світло-тіньового моделювання. Золоті асисти немов відобразили слова з Євангелія: "Я Світло для світу. Хто йде вслід за Мною не ходитиме в темряві той, але матиме світло життя." [Ів. 8. 12], і це світло золотом сяє через матеріальні одяги маленького Христа. Прийоми використання золотих асистів притаманні як візантійському, так і північноіталійському живопису ще наприкінці ХІІІ ст., наприклад ікона Пізанського майстра Богородиція з Дитиною на троні.
Два активні кольорові акценти виділяються на силуетах фігур - це кругла брошка на грудях Марії та сфера у руках маленького Христа. Ці акценти за тональністю і кольором є відповідниками золотого тла поза фігурами і несуть важливе символічне та композиційне призначення. Золото у візантійському мистецтві завжди пов'язувалося з поняттям світла, а коло часто несло символічне значення космосу - впорядкованого світу, що протистоїть хаосу. Таким чином у брошці Марії можна бачити символ Всесвіту, що незбагненно вмістився в лоні Богородиці і з'явився на світ, щоби отримати владу "...на небі і на землі" [Мр. 28. 18], що і символізує сфера в руках Дитини. Обидва акценти є надзвичайно важливими для композиції картини. На грудях Марії від брошки промінням розходяться праворуч і ліворуч складки плаща, тим самим немов творять знак Андріївського хреста. На брошці, через яку походить центральна вісь, проглядається п'ятипелюсткова квітка, яка повторюється на орнаменті німба та рами. На кулі в руках Христа міститься точка сходження складок плаща Марії, що спадають з її коліна.
Обличчя Матері і Дитини повернуті до глядача, водночас відчутний взаємний невеликий нахил голів, що нагадує тип візантійської Богородиці-Умиління. У симетричному просторі тла, яке сформувавлося між головою Діви та Христа виділяється рука Дитини в жесті благословення. Середня вісь ікони проходить через ближче до нас око Марії. Погляд Марії наповнений якимось невимовним сумом та добротою. Вона дивиться не на маленького Христа, її очі звернуті до глядача, неначе запрошуючи до діалогу. Нахил голови Марії змушує наш погляд рухатися вниз до правої руки Богородиці, якою вона показує на Сина. Через ритм руки Богородиці ми переводимо свій зір на обличчя Христа, який своїм поглядом звернутий до правиці, піднесеної в жесті благословення. Композиційна акцентація цього жесту, наштовхує на роздуми, що саме тема благословення має в даному творі одну з ключових ідей. 
Аналізуючи твір, глядач може зауважити, що рука маленького Ісуса виступає своєрідним центром композиції. Саме навколо кисті Христа розташовані всі головні, так звані "личні" частини картинної площини. Якщо провести умовне коло з центром на схрещених пальчиках Ісуса, то воно охопить обличчя Марії, голову та хрещатий німб Христа, пройде біля лівої кисті Богородиці через сферу, що тримає Христос, біля правої кисті Марії, через брошку і знову замкнеться на плавно вигнутій брові Матері. Таким чином ікона Мукачівської Богородиці поряд з ідеєю материнства, заступництва, отримала розробку додаткової теми благословення Господнього, що надає іконі особливого змісту і глибини.
Порівнюючи зображення ікони подарованої папою Пієм ХІ в 1926 р. зі зразками італійського живопису, що знаходилися під впливом греків, можна простежити деякі паралелі у обрисах очей Марії Мукачівської та, наприклад, Св. Івана Богослова з Розп'яття в храмі Св. Доменіка в Ареццо, а також схемою пальців правиці Мадонни з Дитиною в оточенні ангелів з Болоньї, яку було виконано відомим італійським майстром Чимабуе. До речі, останній досить добре засвоїв традиції грецької школи, бо формувався під впливом саме грецьких майстрів.
Додаткові підстави відносити ікону до творів, що були створені в Італії під впливом грецького малярства є манера моделювання лику Марії та Дитини, де можна зауважити відмінну від візантійської малярську техніку. Для візантійського іконопису було характерним моделювання лику зображення світлою охрою по темному підмальовку, який виконувався умбристою санкиррю. Це так званий метод висвітлювання, при якому світліший колір накладався на темніший суцільними шарами з досить чіткою межею між кожним із них. Інакший спосіб моделювання був притаманний італійському живопису починаючи уже з ХІІІ ст. Новий спосіб дозволяв створити в зображенні ілюзію об'єму чи рельєфності. Ускладнена живописна форма виконувалася за допомогою моделювання від підготовчого зеленуватого кольорового шару "вердаччо" до теплого тону "інкарната", нанесеного за допомогою дрібних мазочків. Схожий прийом моделювання форми спостерігаємо і в іконі Мукачівської Богородиці, де рожевуватий колір обличчя як Марії так і Христа за допомогою напівтіней переходить у зеленкавий колір попередньої кольорової підкладки. Саме манера моделювання за допомогою багатства кольорових нюансів дала можливість невідомому авторові досягти в зображенні досить складного емоціонального стану. Це надає образу й надзвичайної естетичної цінності, що є притаманним не кожній іконі.
Мукачівська Богородиці виступає немов символом Закарпаття, де духовно і культурно переплівся Схід із Заходом, що наклало свій особливий відбиток на історію краю. Ця ікона змушує задуматися про єдність всієї християнської культури, яка формується тільки на засадах любові, бо тільки любов здатна творити такі шедеври, а ненависть і розбрат позбавлені творчого начала і ведуть до загибелі як творів мистецтва, так і самих культур і народів.

## Історія
Історичний розвиток Закарпаття, та особлива роль у ньому християнства східного обряду, зумовив появу власного іконопису та характерних форм іконопошанування. Серед образів, що були близькі і зрозумілі населенню, особливе місце займали ікони Пресвятої Богородиці, вшанування якої відоме принаймні з XVI ст., про що свідчить Літопис Краснобрідського монастиря. В монастирі на той час знаходилася ікона Богородиці Краснобрідської, якій приписували чудодійні властивості зцілювати людські недуги. До неї приходили паломники на прощі, щоб спокутувати гріхи і отримати як духовне, так і фізичне здоров'я.
Найбільш відомою і вшанованою в Мукачівській єпархії була ікона Богородиці Маріяповчанської, намальована закарпатським іконописцем Стефаном Папом у 1676р. Після чуда сльозіння ікони Богородиці в намісному ряді руської приходської церкви 1696р. села Марія-Повч (сучасна Угорщина), вона стала чи не найбільшою святинею для вірних тодішньої Мукачівської єпархії. З найвіддаленіших куточків Карпат до неї сходилися люди засвідчуючи свою віру і любов до свого обряду, адже останній був і одною з головних форм власної самоідентифікації. Однак, з 1918 р., після входження Закарпаття до складу новоствореної Чехословацької республіки, найбільша святиня єпархії опинилася за кордоном, куди прочанам потрапити було досить складно. Духовний пієтет, який викликала ікона Богородиці Маріяповчанської, зумовив в цій ситуації пошуки відповідної заміни, що могла б об'єднати навколо себе вірян у краї. Розуміючи значення втраченої святині для закарпатців, папа Пій ХІ в 1926 р. подарував Мукачівській єпархії ікону Пресвятої Богородиці.
За офіційним твердженням ікона Мукачівської Богородиці походить з Греції, припускається, що з Константинополя, хоче є версія, що Її написали грецькі майстри на території Італії. Висловлюються здогади про те, що вона була намальована ще раніше до зазначеної на ній дати 1453 р., Також зауважується, що невідомо, яким чином ікона могла потрапити до Риму, де і зберігалася до 1926 р.
Скоріш за все, внаслідок нападу турків на Візантію, рятуючи ікону від знищення, перевезено її до Риму, де вона зберігалася в папських палатах Ватикану. 
Ікону з Риму до Праги перевіз Протоігумен о.Полікарп Булик ЧСВВ, але через різні перешкоди, які робила чеська влада, мусів Її залишити ще на деякий час в нунціатурі у Празі. 

### Перевезення в Україну
Після Великодня 1926 р., стараннями о.Степана Решетила ЧСВВ, ікону перевезено до Ужгорода, а потім до Мукачева. Урочисте перенесення старовинної ікони Божої Матері на Чернечу гору відбулося в Неділю Всіх Святих 27 червня 1926 року за участю великої кількості народу (понад тридцять тисяч).
Чин інтронізації ікони здійснив владика Петро Гебей, який віддав в опіку Божої Матері греко-католицьку Мукачівську єпархію і всіх своїх вірних. З того часу вона стала „Мукачівською 3аступницею”, а Святомиколаївський монастир на Чернечій горі – головним відпустовим місцем цілого Закарпаття.
В 1936 р. ігумен Мукачівського монастиря о.Полікарп Булик ЧСВВ, та магістр новіціату о.Гліб Кінах ЧСВВ, вирішили зробити копію чудотворної ікони Божої Матері. Вони запросили маляра доктора В. Короліва-Старого, який виготовив копію ікони.
Розподіл Карпатської України в листопаді 1938 р., перемістив угорські кордони і спаралізував діяльність Василіян у Мукачівському монастирі. А у березні наступного року одних із ченців примусово виселили, інших – відправили в Угорщину. Повернулися Василіяни до Мукачівської обителі з більшовицькою окупацією Карпатської України восени 1944 р. На зміну моральним тортурам, тут їх чекало справжнє мучеництво за віру й церковну єдність. Оскільки василіяни відмовились підписати заяви про перехід у Московську церкву, їх усіх арештували та вивезли до монастиря в Імстичеві, а далі – до тюрем та таборів НКВД.
З приходом радянської влади на Закарпаття Мукачівський василіанський монастир, як і усі інші чернечі обителі Чину, був ліквідований. Монастирське майно було пограбоване і знищене. Перед загрозою ймовірного арешту (влада поставила вимогу, щоб в ніч з 21 на 22 березня 1947 року негайно, протягом години, покинути монастир без будь-яких культових речей) брат Юліян Мигович все-таки виніс святиню. Спочатку він заніс Її до одного села поблизу Сваляви, згодом — до Ужгорода, де передав Мукачівську чудотворну ікону родині Ляховичів.
У 2000 році цю ікону передали отцям василіанам Малоберезнянського монастиря – ігуменові о.Павлу Райчиці, о.Борису Краснобродському і о.Мелетію Малиничу, які добре пам’ятали часи почитання ікони в Мукачівській василіянській обителі. З відновленням діяльності ЧСВВ в Україні історичні традиції мукачівських василіян на Чернечій Горі продовжили ченці Малоберезнянської василіянської обителі, яку, власне, вони у свій час укріпили й розбудували.
До 16 липня 2009 року чудотворна ікона перебувала в Малоберезнянському монастирі і щороку на храмове і на всі Марійські свята виставлялася для публічного шанування.
16 липня 2009 року чудотворна ікона „Мукачівська 3аступниця” була урочисто перенесена до новозбудованого Мукачівського монастиря св. Миколая.

## Чудеса
Сталося це в 1936 році, як посвідчив о. Борис Краснобродський, ЧСВВ.
Одного дня до монастирської церкви в Мукачеві на Чернечій горі батьки привели сліпу дівчину віком п'ятнадцяти років і попросили отця Василя Ваврика, ЧСВВ, відправити за неї Службу Божу перед чудотворною іконою Божої Матері. Отець радо погодився, брати-студенти співали. Після освячення Чесних Дарів дівчина скрикнула схвильованим, але радісним голосом: «Я бачу!» Великою була радість батьків. Вони щиро дякували Богові і Пречистій Діві за отриману чудесним способом ласку.
Ще одне чудо відбулось під час стихійного лиха, яке сталося на Закарпатті. Проливні осінні дощі з 3 на 4 листопада 1998р. призвели до непередбачуваної повені, яка завдала великої шкоди багатьом людям. Постраждало чимало сіл і деякі міста. У Мукачеві о 2 годині ночі вода вийшла з берегів ріки Латориці й у нижній частині міста затопила цілий квартал. Сім'я, яка переховувала ікону, проживала саме на одній з вулиць цього кварталу. Рятуючись, вони покинули будинок, але забули ікону. Коли через два дні рівень води знизився і небезпека минула, родина повернулася додому. Великим було їхнє здивування, коли, ввійшовши до будинку, побачили, що кімната-каплиця, де завжди правилась Служба Божа перед чудотворною іконою, була сухою, на відміну від інших кімнат, що були залиті і понівечені водою. У такий спосіб збереглася неушкодженою чудотворна ікона Божої Матері.

## Див.також
- Ікона Божої Матері Зарваницької
- Самбірська чудотворна ікона Божої Матері
- Всецариця